# Yang Erche Namu
Yang Erche Namu (Yunnan, 1966) é uma escritora e cantora chinesa da etnia Mosuo.

## Primeiros anos

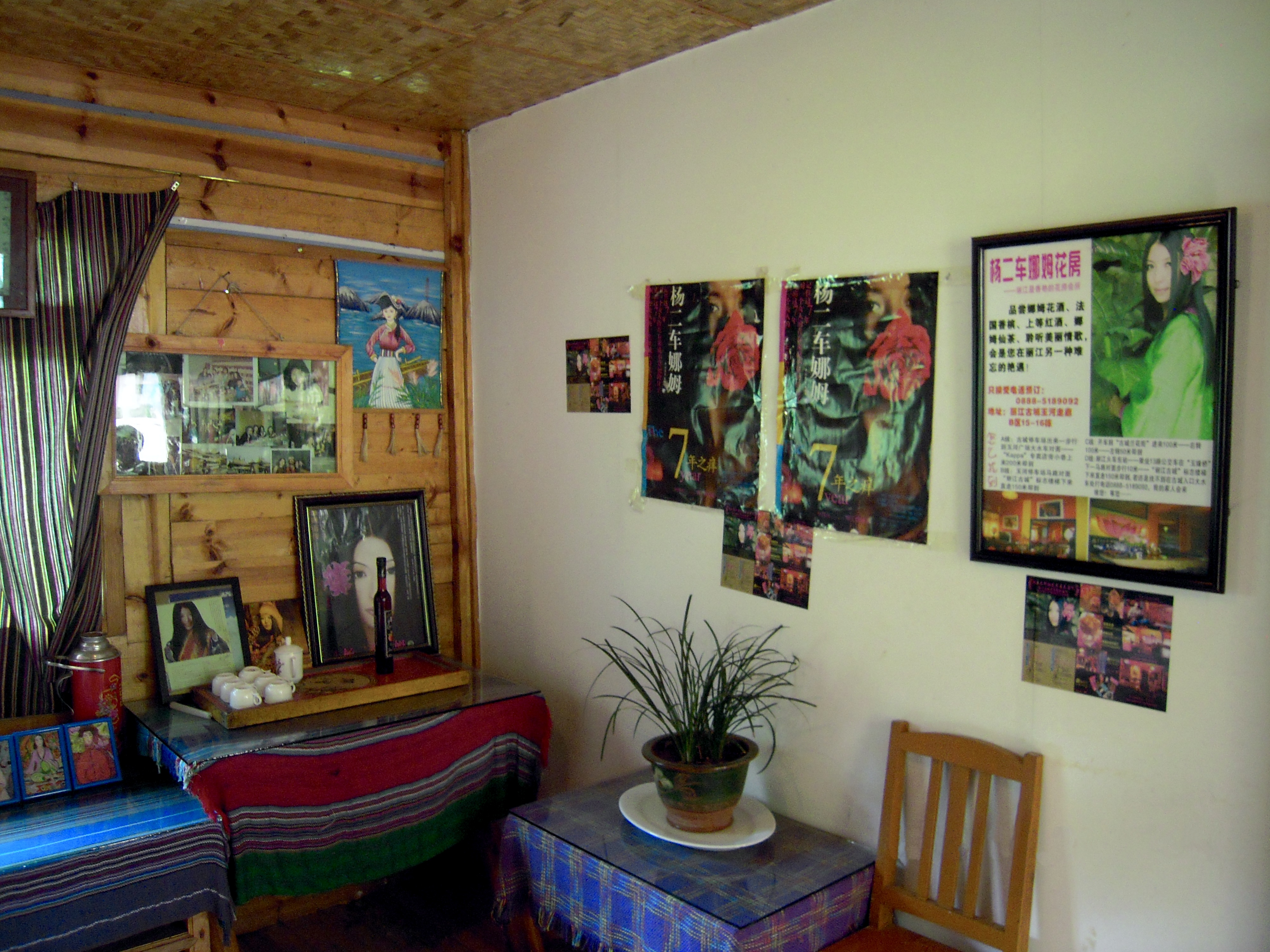
Local de nascimento de Yang Erche Namu, passeios turísticos são permitidos

Yang Erche Namu nasceu em uma pequena vila perto do Lago Lugu, na província de Yunnan, ao norte, mas saiu de lá aos treze anos. Depois de chegar ao condado vizinho de Yanyuan, ela se juntou a uma trupe de canto e ganhou uma bolsa para estudar música em Xangai. Ela começou a receber atenção fora da China já em 1991, quando apareceu em um artigo na National Geographic Magazine. Mais tarde, ela se casou com um músico americano e mudou-se com ele para São Francisco, Califórnia, mas eles enfrentaram dificuldades conjugais devido a diferenças culturais e se divorciaram. Após o divórcio, ela trabalhou em quatro ou cinco empregos diferentes - o estresse durante este período fez com que ela perdesse a audição no ouvido direito, encerrando sua carreira de cantora. Em fevereiro de 1996, enquanto estava na Itália, Namu recebeu notícias do terremoto de Lijiang e rapidamente comprou passagens aéreas de volta para Yunnan. No caminho para lá, ela parou em Pequim, onde conheceu seu segundo futuro marido, um funcionário da embaixada norueguesa.

## Carreira

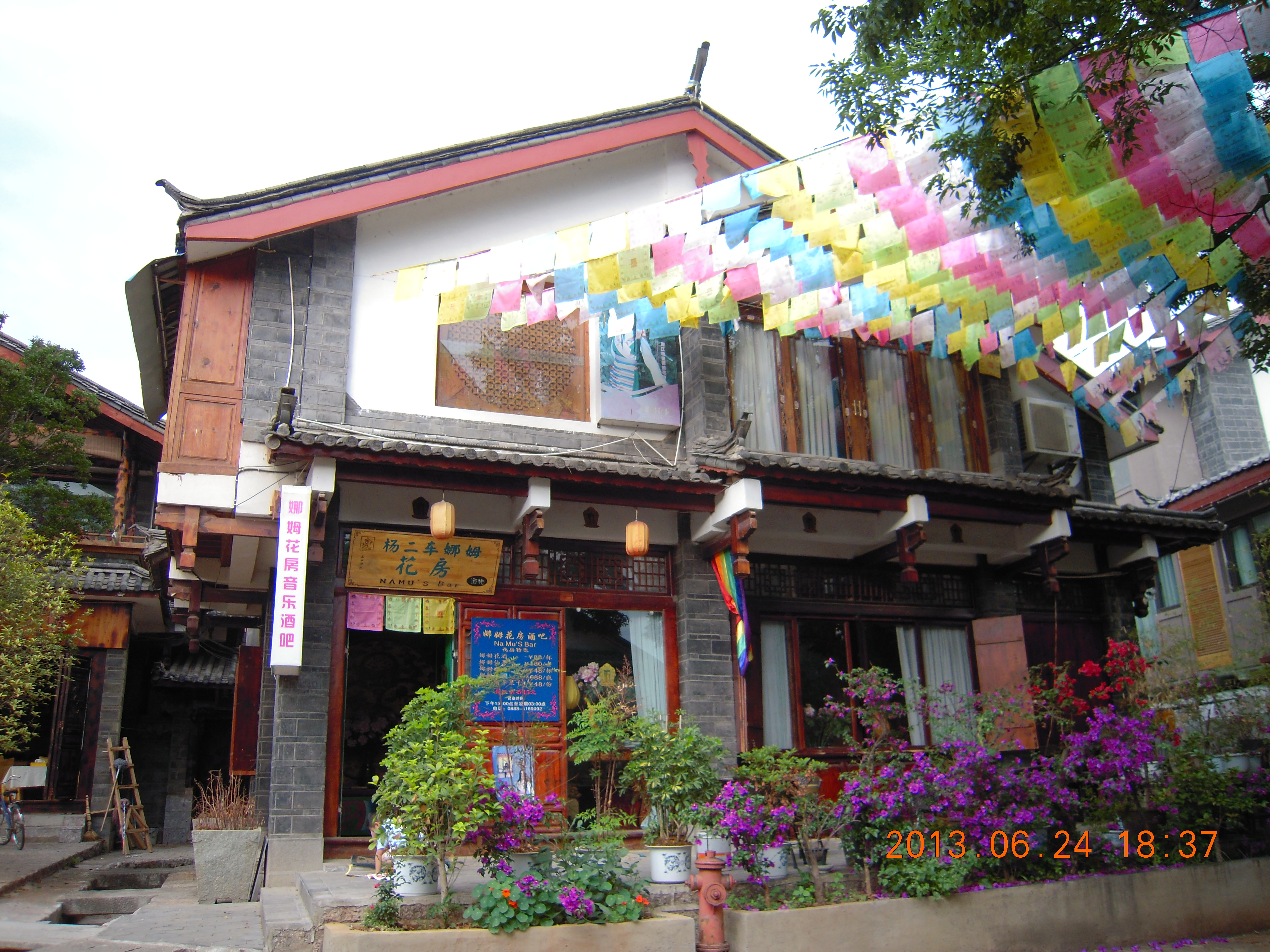
Um bar operado por Yang Erche Namu no centro histórico de Lijiang

Yang Erche Namu iniciou sua carreira de escritora em 1997 com o best-seller Leaving the Kingdom of Daughters. Entre então e 2003, ela escreveu outras oito autobiografias. Seu primeiro livro em inglês, Leaving Mother Lake, foi co-escrito com a antropóloga Christine Mathieu. Suas descrições de sua infância e da cultura de onde ela vem foram caracterizadas como autoexotificação deliberada. Elas também irritaram muitos de seus co-étnicos, que às vezes tentam alegar que ela, na verdade, não é Mosuo. Ela, por sua vez, rejeita os homens Mosuo, alegando que eles cheiram mal. Seus livros também criticam os homens chineses em geral. Ela afirma que eles a odeiam porque ela "faz com que eles se sintam como nada", em contraste com as mulheres chinesas, que supostamente a amam. Críticas contínuas a ela na mídia a levaram a se comparar a Jiang Qing, esposa de Mao Zedong.
Nos últimos anos, Namu diversificou ainda mais sua carreira. Ela co-estrelou ao lado de Jeremy Miller e Wang Luoyong no filme conjunto americano-chinês de 2005, Milk and Fashion, no qual ela interpretou o papel de dona de um restaurante. Então, em 2007, ela se juntou ao painel de juízes do Happy Boys Voice, uma versão masculina do sucesso de 2005/2006 Super Girl, produzida pela Hunan Satellite Television. Suas aparições no programa foram controversas; ela afirma que a Administração Estatal de Rádio, Cinema e Televisão a tirou do ar por uma semana devido a um chapéu de penas excessivamente vistoso que ela usou durante um episódio. Mais tarde, ela brigou com seu colega juiz Zheng Jun, um famoso astro do rock chinês, por ter rejeitado um competidor de Xi'an de quem ela ridicularizou por ter olhos vermelhos e uma espinha nos lábios. Esses incidentes contribuíram para que sua imagem fosse ainda mais negativa. Mais tarde naquele ano, ela propôs ao recém-divorciado presidente francês Nicolas Sarkozy durante sua visita à China; em um vídeo de introdução gravado na internet. Ela elogiou a cor da pele dele e afirmou que seria "uma esposa perfeita para ele".